# Beethoven - L'avventura di Natale
Beethoven - L'avventura di Natale (Beethoven's Christmas Adventure) è un film del 2011 diretto da John Putch.